# Town of Champlain
Town of Champlain, informalment Champlain a seques, és un town al comtat de Clinton (Nova York) amb 5.754 habitants en el cens del 2010. El town és a es la riba oest del llac Champlain, a prop del seu extrem nord; i a la frontera entre els Estats Units i el Canadà. El town ocupa l'extrem nord-est del comtat de Clinton i l'estat de Nova York. Al town hi ha dos villages: Champlain i Rouses Point.
Champlain és a unes 43 milles (69 km) al sud de Mont-real. En el cens del 2010 el town té una superfície de 58.8 milles quadrades (152.3 km2) de les quals 51.2 milles quadrades (132.7 km2)  son de terra ferma i 7.6 milles quadrades (19.6 km2) un 12,90%, son cobertes per les aigües.
El llac Champlain i el riu Richelieu son a l'extrem oriental del town, que limita amb el comtat de Grand Isle, Vermont. El límit nord del town és la frontera internacional amb Saint-Bernard-de-Lacolle, el Quebec, Canadà.

## Demografia
En el cens del 2000 al town hi havia 5.791 persones, 2.386 llars i 1.562 famílies que residien. La densitat de població era de 113.1 habitants per milla quadrada (43.7/km2). Hi havia 2.718 habitatges amb una densitat mitjana de 53.1 per milles quadrades (20.5/km2)   El perfil racial del town d'acord als criteris de raça i etnicitat del cens era d'un 97,74% de blancs, un 0,52% de negres o afroamericans, un 0,29% de nadius americans, un 0,36% d'asiàtics, un 0,02% d'illencs del Pacífic, un 0,26% d'altres races i un 0,81% de dues o més races. Els hispans o llatins de qualsevol raça representaven l'1,00% de la població.
Hi havia 2.386 llars, en el 31,1% de les quals hi vivien menors de 18 anys, el 51,0% eren parelles casades vivint plegades, el 10,7% tenien una dona cap de família sense marit present i el 34,5% no eren famílies. El 28,7% de les llars eren ocupades per una sola persona, ien l'11,9% era una persona de 65 anys o més. De mitjana a les llars hi vivien 2,39 persones, augmentant a 2,95 en el cas d'habitatges ocupats per famílies.
Al town la població es repartia en les següents franges etàries: un 25,0% menors de 18 anys, un 7,1% de 18 a 24 anys, un 28,7% de 25 a 44 anys, un 24,6% de 45 a 64 anys i un 14,6% de 65 anys o més. L'edat mediana era de 38 anys. Per cada 100 dones, hi havia 95,5 homes; i per cada 100 dones de 18 anys o més, hi havia 92,8 homes.
La renda mediana per llar al town era de 37.775 dòlars, i la renda mediana familiar era de 46.113 dòlars. Els homes tenien una renda mediana de 35.198 dòlars enfront dels 26.345 dòlars de la de les dones. La renda per capita del town era de 18.987 dòlars. Un 6,7% de les famílies i el 9,2% de la població estaven per sota del llindar de pobresa, entre aquests el 9,5% dels menors de 18 anys i el 6,9% dels majors de 65 anys.

## Comunitats i llocs del town

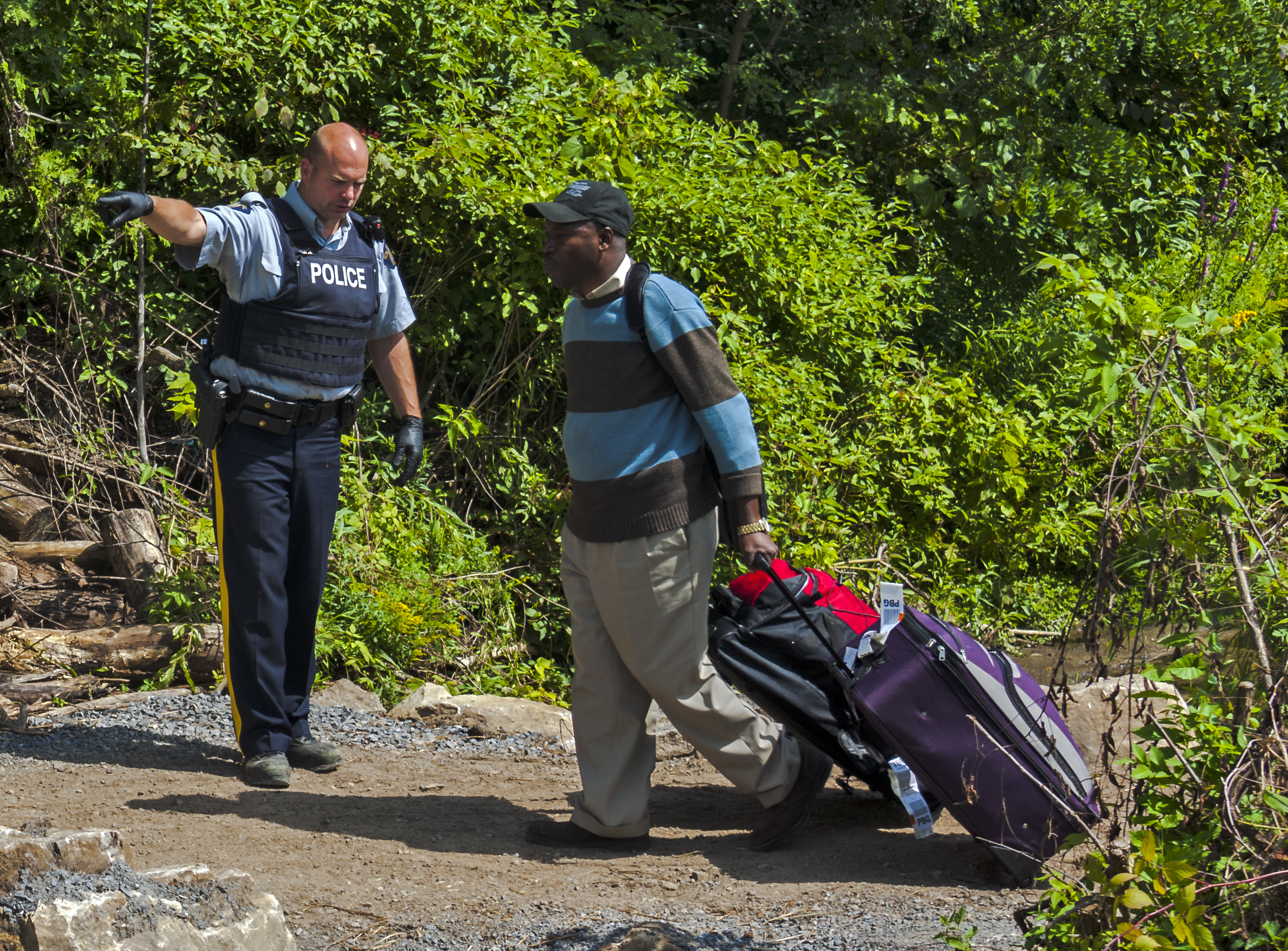
Sol·licitant d'asil que creua il·legalment la frontera canadenca-estatunidenca des del final de Roxham Road a Champlain, Nova York, sent dirigit al centre de processament proper per un agent de la policia muntada.

* Champlain – Una localitat a la part central del town, a prop de la intersecció de la US-9 i la US-11.
- Roxham Road punt de la frontera del Canadà i Estats Units per on més persones creuen irregularment dels EUA al Canadà per a demanar asil.[5]
- Point au Fer – Una península al llac Champlain al sud de Rouses Point, i emplaçament del fort Point Au Fer de l'època de la Guerra de la Independència.[6]
- Rouses Point – Un poble a la part nord-est del town, a prop del llac Champlain.

## Persones notables
- Jehudi Ashmun, nascut a Champlain, fou un líder religiós que promogué l'assentament de negres estatunidencs a Libèria.[7]